# Jharsuguda (Distrikt)
Jharsuguda (Oriya ଝାରସୁଗୁଡ଼ା ଜିଲ୍ଲା Jhārasuguṛā Jillā), auch Jharsugura oder Jharsugra, ist ein Distrikt im indischen Bundesstaat Odisha.
Im Distrikt lebten im Jahr 2011 579.505 Einwohner. Sitz der Distriktsverwaltung ist die gleichnamige Stadt. Die Fläche beträgt 2114 km² (nach anderen Angaben 2081 km²). Der Distrikt wurde am 1. Januar 1994 vom Distrikt Sambalpur abgespalten.

## Geographie
Jharsuguda liegt im Nordwesten des Bundesstaates Odisha und liegt zwischen den Distrikten Sundargarh und Sambalpur. Über den Hirakud-Stausee grenzt Jharsuguda an den Distrikt Bargarh. Die Temperaturen schwanken zwischen mindestens 12 °C im Dezember und bis zu 46,7 °C im Mai. Der jährliche Niederschlag beträgt etwa 1527 mm, wobei der meiste Regen von Juni bis Oktober durch den Südwest-Monsun beschert wird. Im Südwesten des Distrikts liegt der Hirakud-Stausee. Die wichtigsten Flüsse sind der Ib und der Bheden. Der Bheden mündet linksseitig in den Ib.

## Demographie
Nach dem Zensus aus dem Jahr 2011 betrug das Geschlechterverhältnis bei 953 Frauen auf 1000 Männer. 86,61 % der Männer konnten lesen und schreiben, aber nur 70,73 % der Frauen, insgesamt konnten 78,86 % der Einwohner lesen und schreiben. Der Großteil der Bewohner (95,53 %) sind Hindus, das Christentum (1,81 %) und der Islam (2,21 %) spielen nur eine untergeordnete Rolle. Gesprochen wird überwiegend Oriya (im Sambalpuri-Dialekt).
Der Distrikt ist zwar überwiegend ländlich geprägt, jedoch lebt über ein Drittel der Einwohner (39,9 %) in Städten.

## Wirtschaft
Jharsuguda ist der industriereichste Distrikt in Odisha, was durch die reichen Kohlevorkommen, die im Tagebau gefördert werden können, bedingt ist. Auch werden Ton, Quarzit und Sandstein abgebaut. Daraus folgend sind die Zementherstellung und die Stahlindustrie im Distrikt von großer Bedeutung. Die Landwirtschaft liefert vor allem Reis, Hülsenfrüchte, Gemüse und Ölpflanzen.

## Verwaltungsgliederung
Der Distrikt umfasst nur eine Sub-Division: Jharsuguda.
Zur Dezentralisierung der Verwaltung ist der Distrikt in 5 Blöcke unterteilt:
- Jharsuguda
- Kirmira
- Kolabira
- Laikera
- Lakhanpur

Des Weiteren gibt es 5 Tahasils:
- Jharsuguda
- Kirmira
- Kolabira
- Laikera
- Lakhanpur

Im Distrikt befinden sich folgende ULBs: die 3 Municipalities Belpahar, Brajarajnagar und Jharsuguda.
Außerdem sind 78 Gram Panchayats im Distrikt vorhanden.